# Gwar

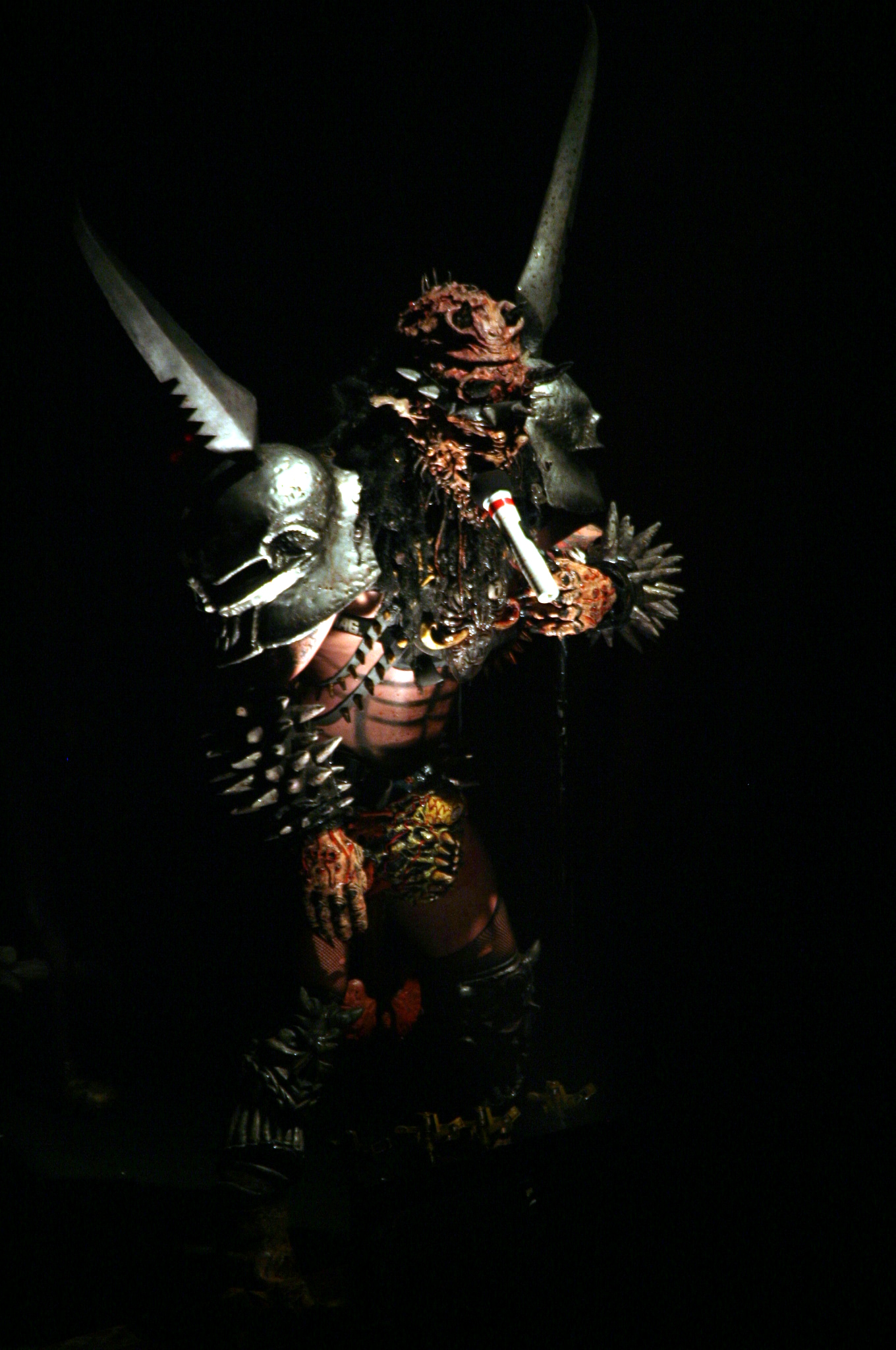
David Brockie als Oderus live auf der Bühne

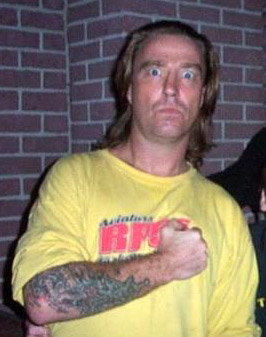
Dave Brockie unmaskiert

GWAR ist eine satirische Thrash-Metal-, Hardcore-Punk- und Shock-Rock-Band, die 1985 von Künstlern und Musikern der Virginia Commonwealth University in Richmond, Virginia gegründet wurde. Die Band ist bekannt für ihre aufwendigen von Science-Fiction und Horrorfilmen inspirierten Kostüme; harsche, obszöne, politisch meistens unkorrekte Texte und entsprechende Performances.

## Genre
Der musikalische Stil der Band wurde von Beginn an stark durch Punk und Hardcore beeinflusst. Die ersten Lieder waren eher kurz und schlicht und die Aufnahmen von schlechter tonaler Qualität. Mit der Zeit wurde die Qualität besser sowie der Stil vielfältiger und lässt sich keinem einzelnen Genre mehr zuordnen. Einige Lieder lassen sich eher als Thrash Metal kategorisieren, andere als Heavy Metal oder Hardcore Punk. Dabei sind auch immer wieder Anleihen aus weiteren Musikgenres wie Hard Rock, Blues und (ab 2004) Nu Metal hörbar.

## Bandname
Die Herkunft und die Bedeutung des Namens ist unklar. Eine weitverbreitete These ist, dass GWAR für „God, What an Awful Racket!“ („Gott, was für ein schrecklicher Lärm!“) steht. Ein anderes Gerücht besagt, dass der Name von Alan Moore und Dave Gibbons Graphic Novel „Watchmen“ stammt, in der auf einem Schild „Pink Triangle LIVE at the Gay Women Against Rape Benefit Concert“ geschrieben steht. Eine weitere Erklärung besagt, dass einst ein Freund der Band Death Piggy (Vorgänger von GWAR) einen Vorschlag als Bandnamen machen wollte, sich stattdessen jedoch übergab und dieses ein Geräusch verursachte, das dem Wortlaut von „GWAR“ ähnlich kam.
Die Bandmitglieder beharren darauf, dass die Buchstaben des Namens keine weitere Bedeutung haben, folglich „GWAR“ keine Abkürzung darstelle. Dave Brockie, Sänger und Mitgründer der Band, wird mit den Worten zitiert: „...it doesn't mean Gay Woman Against Rape. It doesn't mean Great White Aryan Race. It doesn't mean Gay Weird Anal Reprobates. It doesn't even mean God What an Awful Racket. It just means GWAR, which means everything pretty much.“
(kurz: „Es bedeutet einfach nur GWAR und das könnte genauso gut alles mögliche bedeuten.“)
Die offizielle Website der Slave Pit Inc. bestätigt, dass „GWAR“ nur eine verkürzte Version von „GWAARGGGH!!!“ sei. Diesen Namen nutzten sie ursprünglich für sich selbst, um als Vor-Band ihre eigenen Konzerte von Death Piggy zu eröffnen.

## Erscheinungsbild
Die Band tritt bei Konzerten stets in aufwendigen von Science-Fiction und Horrorfilmen inspirierten Kostümen auf. Ihre Songs begleitet sie mit Fäkalsprache und Show-Einlagen, z. B. Feuerspucken und humorvollen Nachahmungen von Sadomasochismus, Nekrophilie, Pädophilie, Sodomie, heidnischen Ritualen, Satanismus, Hinrichtungen, Kämpfen, Foltern, Vergewaltigungen, Rassismus, antichristlichem Verhalten, Selbstmord, Drogenkonsum, Alkoholismus und anderen kontroversen, politischen und moralisch umstrittenen Themen.
Ihre Kostüme werden hauptsächlich aus Schaumstoff, Schaumpolystyrol und gehärtetem Gummi hergestellt, wobei diese nur wenig von ihren Körpern bedecken. Bei Konzerten besprühen sie das Publikum mit nachgemachtem Blut, Sperma, Urin, Eiter und anderen Körperflüssigkeiten, die meistens aus Wasser und Lebensmittelfarbe bestehen. Auf die Nutzung von Sirup als Bestandteil verzichtet die Band, da dieses schnell erhärtet und somit die Kostüme beschädigen könnte. Es kommt auch häufig vor, dass sie Zugaben ohne Kostüme geben.
Ein weiteres Markenzeichen von GWARs Liveauftritten ist ihre Verspottung von Prominenten oder anderen Persönlichkeiten aktueller oder historischer Ereignisse, darunter O.J. Simpson, John Kerry, alle amerikanischen Präsidenten seit Ronald Reagan, Jerry García, Osama bin Laden, Michael Jackson, Al Gore, Paris Hilton, Arnold Schwarzenegger. Die Band nimmt außerdem Bezug auf Fantasyromane und Mythologie. So nimmt beispielsweise das Lied „Whargoul“ Bezug auf Minas Morgul, einen Ort in J. R. R. Tolkiens Der Herr der Ringe.

## Biografie

### 1984–1989

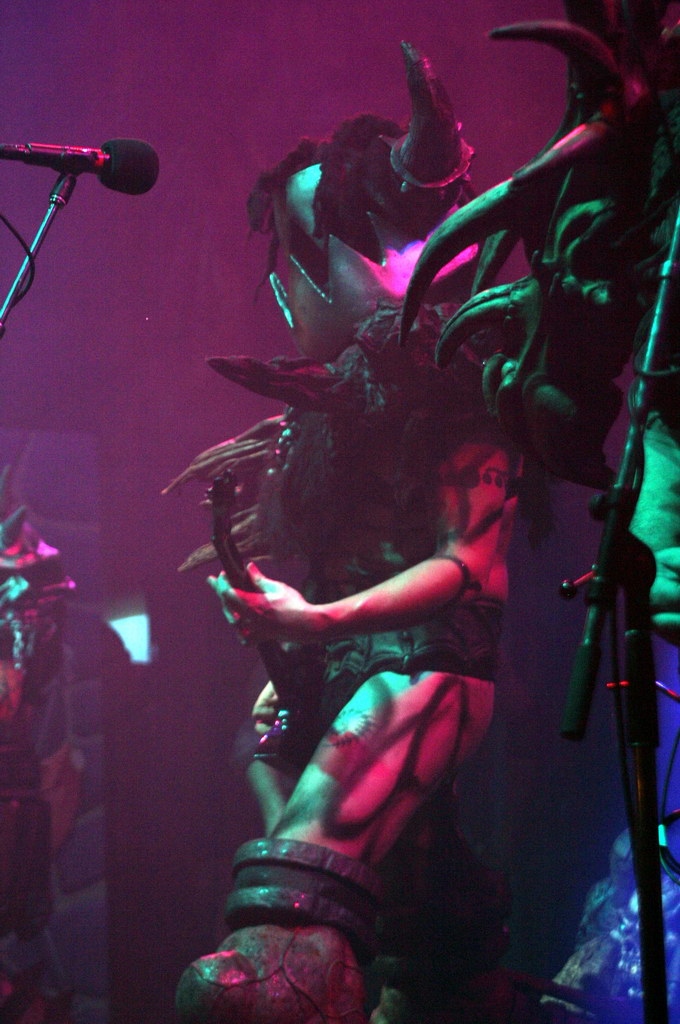
Mike Derks als Balsac the Jaws of Death live auf der Bühne

Die Band entstand aus zwei verschiedenen Projekten. Dave Brockie war der Sänger der Punk-Band Death Piggy, die oft in einem Raum der Richmond Dairy, einer verlassenen Abfüllfabrik, probte. Dort trafen sie auf Hunter Jackson und Chuck Varga, beide Studenten an der Virginia Commonwealth Universität, die in einem angemieteten Studio, das sie „Slave Pit“ nannten, den Film Scumdogs of the universe produzieren wollten. Bald erstellte Jackson Requisiten für Death Piggy, die diese auf der Bühne einsetzten. Manchmal trugen sie die Kostüme, die Jackson und Varga für ihren Film hergestellt haben, um für sich selbst unter dem Namen „GWAARGGGH!!!“ als Vorband zu spielen. Im Laufe der Zeit ersetzte GWAR Death Piggy dann komplett.
Zu Beginn bestand GWAR aus Ben Eubanks (Gesang), Dave Brockie (Gitarre), Steve Douglas (Gitarre), Chris Bopst (Bass), Sean Summer (Schlagzeug) und Hunter Jackson. Diese Aufstellung änderte sich in den folgenden Monaten mehrfach: Eubanks verließ die Band und wurde erst von Joe Annaruma und dieser später von Dave Brockie als Sänger ersetzt. Letztendlich bestand die Band über längere Zeit aus Hunter Jackson, Don Drakulich (alias Sleazy P. Martini), Chuck Varga, Mike Bonner, Scott Krahl, Dave Musel und Dave Brockie (alias Oderus Urungus, der von nun an nur noch sang). Kurze Zeit später kamen noch Heather Broome (alias The Temptress) und Colette Miller hinzu.
Heather Broome verließ die Band jedoch bald wieder, und Dewey Rowell (Flattus Maximus), Michael Bishop (Beefcake the Mighty) und Rob Mosby (Nippleus Erectus) stießen 1987 zusammen mit Steve Douglas (BalSac the Jaws of Death), der die Band zuvor für kurze Zeit verlassen hatte, hinzu. Lisa Harrelson wurde die neue „GWAR Woman“ und ersetzte damit Colette Miller im selben Jahr. Mit dieser Aufstellung wurde das Debütalbum Hell-O, eine Mischung aus Heavy Metal und Punkrock, unter dem Label Shimmy Disc Records im Jahre 1988 veröffentlicht.
Nachdem die Band auf Tournee gegangen war, verließ Steve Douglas die Band noch im selben Jahr und wurde vom momentanen Rhythmusgitarristen Mike Derks ersetzt. Dieser übernahm damit die Rolle von BalSac the Jaws of Death.
Weitere Veränderungen fanden bis zum Jahre 1990 statt: Rob Mosby verließ 1989 die Band und wurde jeweils kurz, erst von Pete Luchter dann von Jim Thompson Platz ersetzt, bevor GWARs Schlagzeuger Brad Roberts die Rolle von Jizmak Da Gusha übernahm.

### 1990–1994
Mit einigermaßen gefestigten Bandmitgliedern veröffentlichten sie ein Album, das für die weiteren Jahre als eines ihrer besten galt, „Scumdogs of the Universe“. Das Album hatte mäßigen Erfolg im Mainstream und startete GWARs Karriere unter dem Label „Metal Blade Records“. Die Band ging auf Tournee und veröffentlichten im Juli 1990 das Video „Live from Antarctica“, ein Mitschnitt eines GWAR-Konzerts, das unter anderem das erste Musikvideo enthält: „Sick of You“.
Daraufhin fanden weitere Veränderungen in der Aufstellung statt: So verließ Dewey Rowell 1991 die Band und wurde erst nach der Aufnahme des Albums „America Must Be Destroyed“ im Jahr 1992 von Pete Lee ersetzt.
Ihr Erfolg blieb nicht ohne Kontroversen. Eine Zeitlang wurde GWAR aus North Carolina verbannt, da Dave Brockie seinen „Cuttlefish of Cthulu“, eine Penisattrappe, während der Konzerte trug, was zu seiner Verhaftung führte. Dieses Ereignis inspirierte GWAR dazu, „America Must Be Destroyed“ aufzunehmen. Das Album wurde von dem Film „Phallus in Wonderland“ begleitet, das 1993 für einen Grammy Award nominiert wurde. In diesem Jahr verließ Mike Bishop die Band, nachdem „This Toilet Earth“ aufgenommen wurde, um von Casey Orr, der zuvor in der Band Rigor Mortis gespielt hatte, ersetzt zu werden.
„This Toilet Earth“ wurde 1994 veröffentlicht und erzielte mäßigen Erfolg durch die Ausstrahlung der Videos zu „Saddam a Go-Go“ und „Jack the World“ in der Sendung Beavis and Butthead. Zugleich begann mit diesem Album die Entfernung GWARs von ihrem originalen, punkigen Musikstil.

### 1995–2000
GWAR begann noch mehr als zuvor, mit Punk- und Metal-fernen Genres zu experimentieren und veröffentlichte 1995 „RagNaRok“, ein Album, in dem unter anderem mehr mit Keyboards und vor allem Sampling gearbeitet wurde. Abgesehen davon nahm die Band zwei Videos für dieses Album auf, „Surf of Syn“ und „Meat Sandwich“, sowie „Rendezvous with RagNaRok“, ein Film, der die Geschichte des Albums durch Live-Mitschnitte erzählt.
Nach der Tour 1994 das musikalische Nebenprojekt „X-Cops“ gestartet, das ein Album namens „You Have the Right to Remain Silent...“ im Jahr 1995 veröffentlichte.
1997 nahm GWAR das Album „Carnival of Chaos“ auf, das noch mehr experimentelle Einflüsse anderer Musikrichtungen anthält. Neben Heavy Metal hört man auf diesem Album Lieder aus den Genres Hard Rock, Country und sogar Jazz.
„Carnival of Chaos“ war zugleich das letzte Album mit Pete Lee als Flattus, der daraufhin von Tim Harries, der schon 1986 kurze Zeit in der Band war und als Gastgitarrist auf „America Must Be Destroyed“ vertreten war, verkörpert wurde. Ebenso kam Michael Bishop für kurze Zeit in die Band zurück, um für Casey Orr bei der Aufnahme von „We Kill Everything“ einzuspringen. Dieses Album gefällt der Band selbst am wenigsten, und die Lieder darauf werden nur selten live gespielt.
Anschließend verließ Mitgründer Hunter Jackson die Gruppe im Jahre 2000, um sich auf andere Projekte zu konzentrieren. Auch Danielle Stampe verließ die Band, um sich auf das Projekt „Girly Freakshow“ zu konzentrieren, jedoch kam sie zeitweise für die Bitch-is-Back-Tour im Jahr 2002 zurück.

### 2001–2005

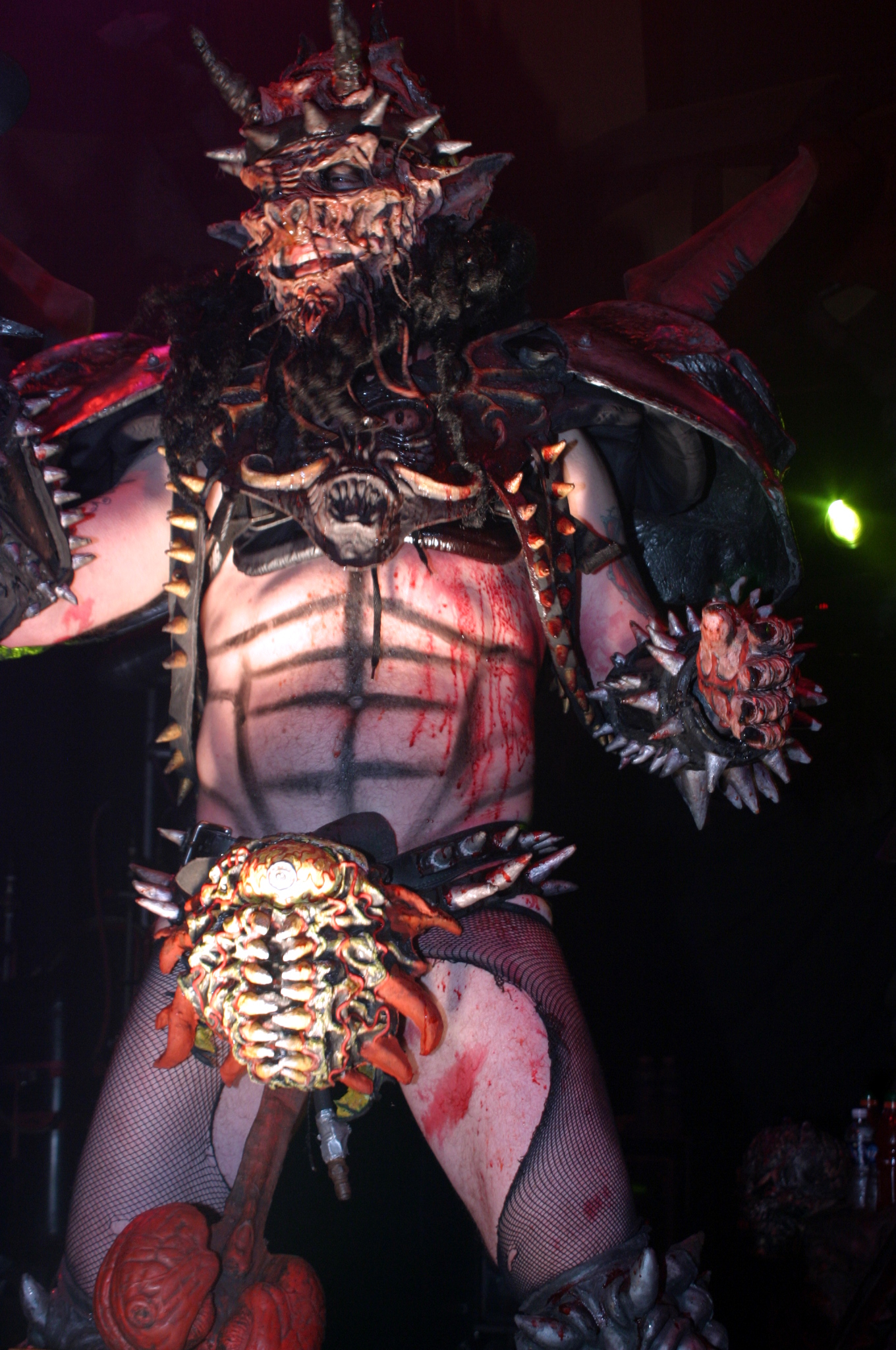
Oderus Orungus, 2004

Aufgrund der Abneigung der Band gegenüber ihrem letzten Album fanden erneut einige Veränderungen unter den Mitgliedern statt. Nachdem Tim Harris die Gruppe verlassen hatte, wurde Zach Blair angeworben, um die Rolle als Flattus Maximus zu übernehmen, außerdem kehrte Casey Orr zur Band zurück, um als Beefcake the Mighty für das nächste Album, das komplett aus Thrash Metal besteht, den Bass zu spielen: „Violence Has Arrived“ wurde im November 2001 veröffentlicht und wird als „Comeback“ zum originalen Sound GWARs angesehen. Dieses war zugleich ihr letztes Album unter „Metal Blade Records“.
Während die Band damit begann, sich mehr auf härteren, ernsteren Stil zu konzentrieren, starteten Sänger Dave Brockie, Gitarrist Mike Derks und Schlagzeuger Brad Roberts das Nebenprojekt Dave Brockie Experience (DBX), um den eher komödiantischen Sound des vorangegangenen Albums fortzuführen. DBX veröffentlichten im März 2001 ihr erstes Album „Diarrhea of a Madman“.
GWARs außergewöhnlich erfolgreiches Album „War Party“ unter dem neuen Label „DRT Entertainment“ führte den Weg von „Violence Has Arrived“ fort, noch ernster und noch technischer, teilweise dank des neuen Lead-Gitarristen Cory Smoot als Flattus Maximus und des Bassisten Todd Evans als Beefcake the Mighty. Musikvideos wurden für „Bring Back the Bomb“ und „War Party“ veröffentlicht. Ebenso wurde die Band eingeladen, auf der Sounds-of-the-Underground-Tour 2005 zu spielen, dasselbe Jahr, in dem die Band „Live From Mt. Fuji“ veröffentlichte, eines der wenigen Live-Alben von GWAR.

### 2006–2010
Anfang 2006 begann GWAR am Album „Beyond Hell“ (damals noch „Go to Hell“ genannt) zu arbeiten. Im Januar eröffnete GWAR außerdem die Galerie „The Art of GWAR“ in der Art Space Galerie in Richmond, um dort einige ihrer Requisiten, Kostüme, Cartoons und Bilder zu zeigen, die im Slave Pit, GWARs Studio, produziert wurden.
Im Februar wurde das Album „Beyond Hell“ bekannt gegeben, für das die Band auf Drängen von „DRT Entertainment“ eine Coverversion des Liedes „School’s Out“ aufnahm. Das dazugehörige Musikvideo wurde auf MTV2s „Headbanger’s Ball“ für „Best Video 2006“ nominiert.
Ebenso wurden etwa 18 cm große Actionfiguren vom Spielzeughersteller Shocker Toys LLP hergestellt.
Die DVD „Blood Bath and Beyond“ wurde im Juni 2006 veröffentlicht und enthält exklusive Backstageaufnahmen und Mitschnitte von Konzerten aus den Anfängen der Band.
Auf dem Album „The New Black“ von Strapping Young Lad ist GWAR-Sänger Oderus Urungus zu hören. In dem Lied „Far Beyond Metal“ singt er Zeilen aus dem Lied „Maggots“ (aus dem Album „Scumdogs of the Universe“). Strapping-Young-Lad-Sänger Devin Townsend produzierte GWARs Album „Beyond Hell“ ist zudem im Video zu „School's Out“ als Lehrerin zu sehen.
„Beyond Hell“ wurde im August 2006 veröffentlicht, begleitet von einer Tournee in den USA und 2007 auch in Europa. Im April veröffentlichten GWAR das Video zu „Eighth Lock“ (aus „Beyond Hell“) und verkündeten, dass sie auch 2007 wieder bei Sounds of the Underground zu sehen seien.

### Seit 2011
Cory Smoot, der die Rolle des Flattus Maximus bereits seit über 10 Jahren spielte, wurde am Morgen des 3. November 2011 tot im Tourbus der Band aufgefunden. Er starb an einer Koronararterienthrombose, die sich auf Grund einer behandelten Gefäßerkrankung gebildet hatte. Er wurde 34 Jahre alt. Im September 2013 erschien das Flattus Maximus gewidmete Album Battle Maximus.
Drei Jahre später, am 23. März 2014, starb Dave Brockie im Alter von 50 Jahren an einer Heroin-Überdosis. Die Band gründete daraufhin die Dave Brockie Foundation, die sich für den Erhalt von Kultur einsetzen will. Am 16. August 2014 fand das bereits vorher geplante Gwar-B-Q-Konzert statt, einen Tag nach einer Gedenkveranstaltung. Seit dem Tod Brockies ist kein Gründungsmitglied mehr in der Band. Als neuer Leadsänger wurde der frühere Bassist Michael Bishop (der originale „Beefcake the Mighty“) wieder in die Band aufgenommen – die neue Figur „Blothar“ darstellend.

## Mitglieder

### Aktuell

#### Stammbesetzung
- Balsac the Jaws of Death (Rhythmus-Gitarre – Mike Derks)
- Beefcake the Mighty (Bass – Casey Orr)
- Jizmak Da Gusha (Schlagzeug – Brad Roberts)

#### Nebenfiguren
Dieses sind Mitglieder bzw. Figuren, die nicht musikalisch involviert sind, auf Konzerten jedoch mit der Band zusammenarbeiten.
- Sexecutioner
- Sleazy P. Martini

#### Slaves
- Matt Maguire („Mattron“/„MX2“)
- Bob Gorman („Muzzle Slave“)
- Scott Krahl („Cock & Balls Slave“)
- Nate Krishna („SlaveDizzle“)
- Joe Douglas („Spewie“)

### Ehemalige Mitglieder

#### Sänger
Leadsänger
- Oderus Urungus (Gesang – Dave Brockie) († 2014)
- Joey Slutman (Joe Annaruma)
- Johnny Slutman (Ben Eubanks)
- Slymenstra Hymen (Danielle Stampe)

Hintergrundsänger
- Techno Destructo and Scroda Moon (beide von Hunter Jackson)
- Sluggo P. Martini (Michael D. Moore, 1985)
- The Temptress (Heather Broome, 1986)
- Amazina/GWAR Woman (Colette Miller)
- GWAR-woman (Lisa Harrelson, 1988)
- Mike Delaney (Als Sexecutioner, ersetzt durch Chuck Varga)

#### Gitarristen
Als Balsac the Jaws of Death:
- Barry Ward
- Steve Douglas

Als Flattus Maximus:
- Dewey Rowell
- Pete Lee
- Tim Harriss
- Zach Blair
- Cory Smoot († 2011)

Andere:
- Mr. Magico (Russ Bahorsky)
- Stephen Sphincter (Ron Curry)
- Cornelius Carnage (Greg Ottinger)
- Brian Fechino (As a slave)
- John Cobbett

#### Bassisten
Als Beefcake the Mighty:
- Michael Bishop
- Casey Orr

Andere:

- Stephen Sphincter (Ron Curry)
- BalSac (Chris Bopst. Ursprünglich nicht derselbe Charakter wie Balsac the Jaws of Death)

#### Schlagzeuger
- Unbenannter Charakter (Sean Sumner) (verstorben)
- Hans Sphincter/Hans Orifice (Jim Thompson)
- Nippleus Erectus (Rob Mosby)
- Lee Beato (Pete Luchter)

#### Keyboarder
- Müsel (Dave Musel)

#### Slaves
- Danny Black
- Mike Bonner
- Davis Bradley III
- Hunter Jackson

Hinzu kommen viele weitere Mitglieder, die meistens unter dem Begriff „Slaves“ („Sklaven“, siehe oben) zusammengefasst werden. Diese entwerfen vor allem die Kostüme, mixen und schneiden die Lieder, betreiben die „Slave Pit Records“ und entwarfen die mittlerweile eingestellte Comicreihe „Slave Pit Funnies“ (1995–1996).

## Diskografie

### Studioalben und Singles
- 1985: Let There Be Gwar
- 1988: Hell-O
- 1990: Scumdogs of the Universe
- 1992: America Must Be Destroyed
- 1992: The Road Behind
- 1994: This Toilet Earth
- 1995: RagNaRok
- 1997: Carnival of Chaos
- 1999: We Kill Everything
- 2000: Slaves Going Single
- 2001: Violence Has Arrived
- 2004: War Party
- 2004: Let There Be GWAR
- 2006: Beyond Hell
- 2009: Lust in Space
- 2010: Bloody Pit of Horror
- 2013: Battle Maximus
- 2017: The Blood of Gods
- 2022: New Dark Ages

### Livealben
- 2000: You're All Worthless and Weak
- 2005: Live from Mt. Fuji

## Videoalben
- 1989: RAWGWAR
- 1989: The Next Mutation
- 1990: Live from Antarctica
- 1991: Return of Techno-Destructo
- 1992: Phallus in Wonderland
- 1992: Tour De Scum
- 1994: Skulhedface
- 1997: Rendezvous with RagNaRok
- 1998: Surprising Burst of Chocolaty Fudge
- 1998: Dawn of the Day of the Night of the Penguins
- 2000: It's Sleazy
- 2002: The Gwarnage Campaign
- 2002: The Ultimate Video Gwarchive
- 2004: GWAR War Party Tour 2004
- 2006: Blood Bath and Beyond
- 2010: Lust in Space – Live at the National